# 海商都市リヴァプール
海商都市リヴァプール（かいしょうとしリヴァプール、Liverpool - Maritime Mercantile City）は、イングランドの港町リヴァプールの街区を対象とするユネスコの世界遺産リストに登録されていた物件である。この物件は、ピアヘッド (Pier Head) 、アルバート・ドック、ウィリアム・ブラウン・ストリート (William Brown Street) をはじめ、多くのランドマークが含まれるリヴァプール中心市街の6つの区画を対象としている。
ユネスコは2003年1月にこの物件の推薦書の提出を受け、その年の9月には、文化遺産評価の諮問機関である ICOMOS に評価を依頼した。ICOMOS は世界遺産センターに対し、登録が妥当との勧告を2004年3月に行った。これを受けてその年の第28回世界遺産委員会では、リヴァプールが大英帝国絶頂期の海洋交易拠点の姿を伝える傑出した例証であることが認められ、世界遺産リスト登録が決定した。その後、再開発計画が進められたことを理由に、危機遺産遺産指定を経て、2021年7月21日に第44回世界遺産委員会で登録抹消された。

## 登録対象
この物件は、市の中心部に点在する6つの個別物件をまとめて登録したものであり、それぞれ構成要素も時代も異なるが、リヴァプールの海港史を伝える重要なものばかりである。

### ピアヘッド
ピア・ヘッド (the Pier Head) は、スリー・グレイシズ（Three Graces、美を司る3女神、三美神）と呼ばれるロイヤルライバー・ビルディング (Liver Building) 、ポートオブリヴァプール・ビルディング (Port of Liverpool Building) 、キュナード・ビルディング (Cunard Building) が立地している。この地区はリヴァプールの水辺の中心的位置にあり、19世紀から20世紀にかけての港の繁栄ぶりを伝えるものとなっている。
この地域にウィル・オールソップ (Will Alsop) 設計の「第4の女神」ザ・クラウド (the Cloud) を付け加える計画もあったが、2004年に見送りが決定した。その代わりに、リヴァプール博物館 (Museum of Liverpool) が2011年に開館した。

### アルバート・ドック
アルバート・ドックはピアヘッドの南に位置し、美術館テート・リバプール、マージーサイド海洋博物館 (Merseyside Maritime Museum) 、ビートルズ・ストーリーなどの観光名所が立地している。1846年完成のアルバート・ドックの倉庫は木材を使わず鉄、レンガ、石だけを使った世界初の完全耐火倉庫である。
今日、ドックの建造物群や倉庫群は、イギリス指定建造物1級に分類されているものの中では、最大級である。

アルバート・ドックのパノラマ

### スタンリー・ドック保存地域
スタンリー・ドック保存地域 (The Stanley Dock Conservation area) は、ピアヘッドの北に位置し、リヴァプールのドックの心臓部を包含している。
この地域には、数多くの乾湿両方のドック、橋梁、倉庫などが残されており、特に倉庫には世界最大級のレンガ建造物であるスタンリー・ドック・タバコ倉庫 (Stanley Dock Tobacco Warehouse) が含まれている。

### キャッスル・ストリート保存地域
「商業街区」キャッスル・ストリート保存地域 (The 'Commercial Quarter'/Castle Street Conservation Area) の対象になっているのは、中世のリヴァプールの姿を伝えるものであり、キャッスル・ストリート (Castle Street) 、オールド・ホール・ストリート (Old Hall Street) 、ヴィクトリア・ストリート (Victoria Street) 、ウォーター・ストリート (Water Street) 、デイル・ストリート (Dale Street) などが含まれている。
今日ではリヴァプールの商業活動の中心地となっているが、これが世界遺産登録対象に含まれているのは、3世紀以上の街路の発展による建築の壮大さに負っている。

### ウィリアム・ブラウン・ストリート保存地域

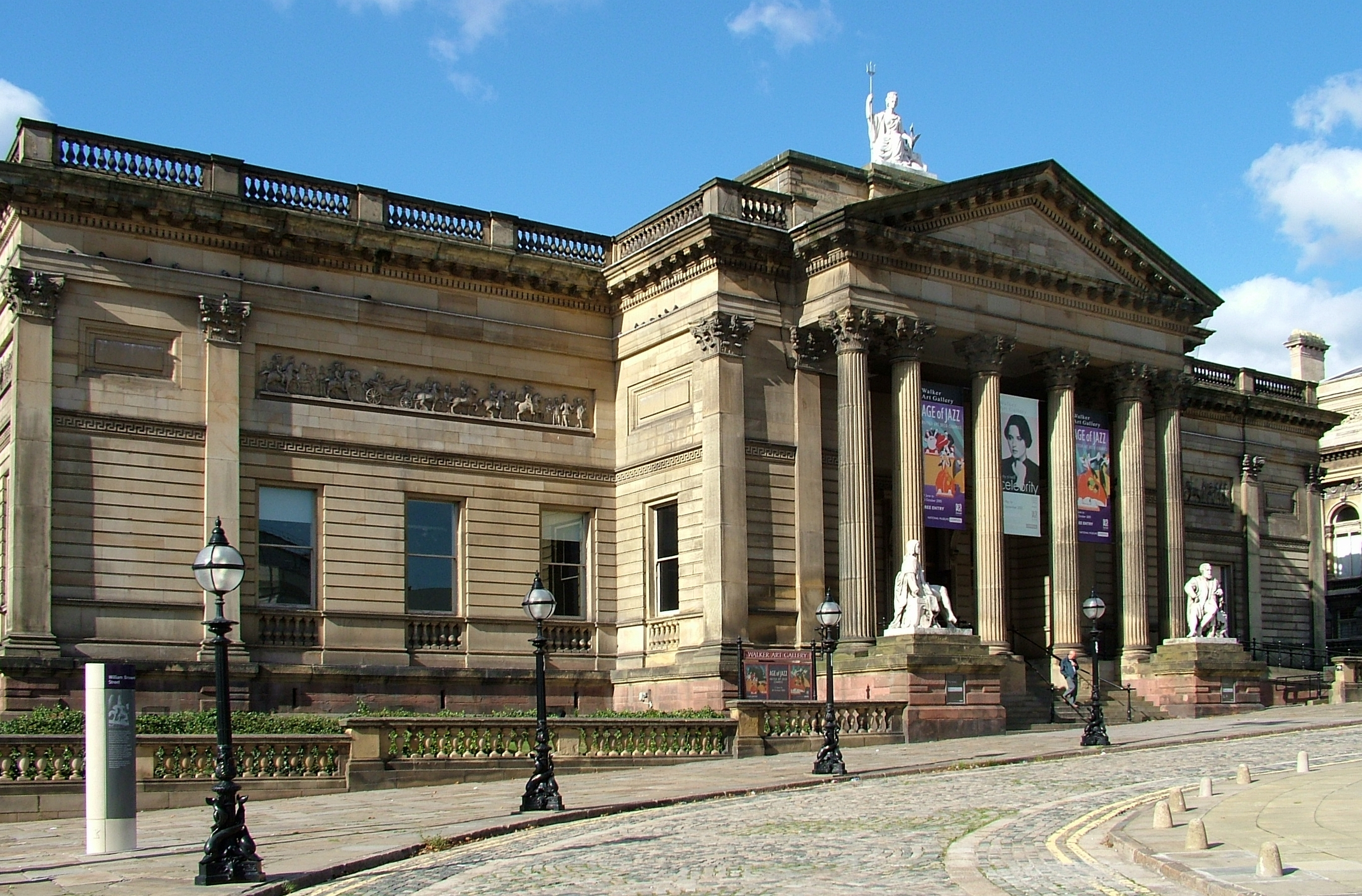
ウォーカー・アート・ギャラリー

「文化街区」ウィリアム・ブラウン・ストリート保存地域 (The 'Cultural Quarter'/ William Brown Street Conservation Area) は、リヴァプールの市営建造物群 (civic buildings) の集まる地域である。世界遺産登録対象になっている特に有名な建物としては、リヴァプール・ライム・ストリート駅、セント・ジョージ・ホール (St Georges Hall) 、ウォーカー・アート・ギャラリー、ワールド・ミュージアム (World Museum Liverpool) 、旧グレート・ノースウェスタン・ホテル (the former Great North Western Hotel) 、クイーンズウェイ・トンネル入り口 (the entrance of the Queensway Tunnel) などである。

### ロープウォークス
ロープウォークス（The Ropewalks、縄作り場）は、カレッジ通り (College Lane) の2つの倉庫やスクール通り (School lane) のブルーコート・チェンバーズ (Bluecoat Chambers) などとともに、デューク・ストリート保存地域 (Duke Street Conservation Area) の南西部を構成している。この区画は、リヴァプールが新興の港町であった時分から存在していたものである。また、1715年に建てられたブルーコート・チェンバーズは、リヴァプール中心部に現存する建造物としては最古のものである。その界隈が世界最初の enclosed wet dock であるオールド・ドック (Old Dock) に近いことは、デューク・ストリート、ハノーヴァー・ストリート、ボールド・ストリート沿いに倉庫や住宅を建てていった初期の不動産投機業者たちの用地であったことを意味している。
この地域には、船長、商人、貿易業者、職人たちが住みついて、すぐにコスモポリタンな雰囲気を醸成していった。現在のこの地域はロープウォークと呼ばれているが、これは18世紀から19世紀にかけて世界で最も賑わっている港の一つであった頃に、縄製造場が多くあったことに因んでいる。

## 世界遺産登録

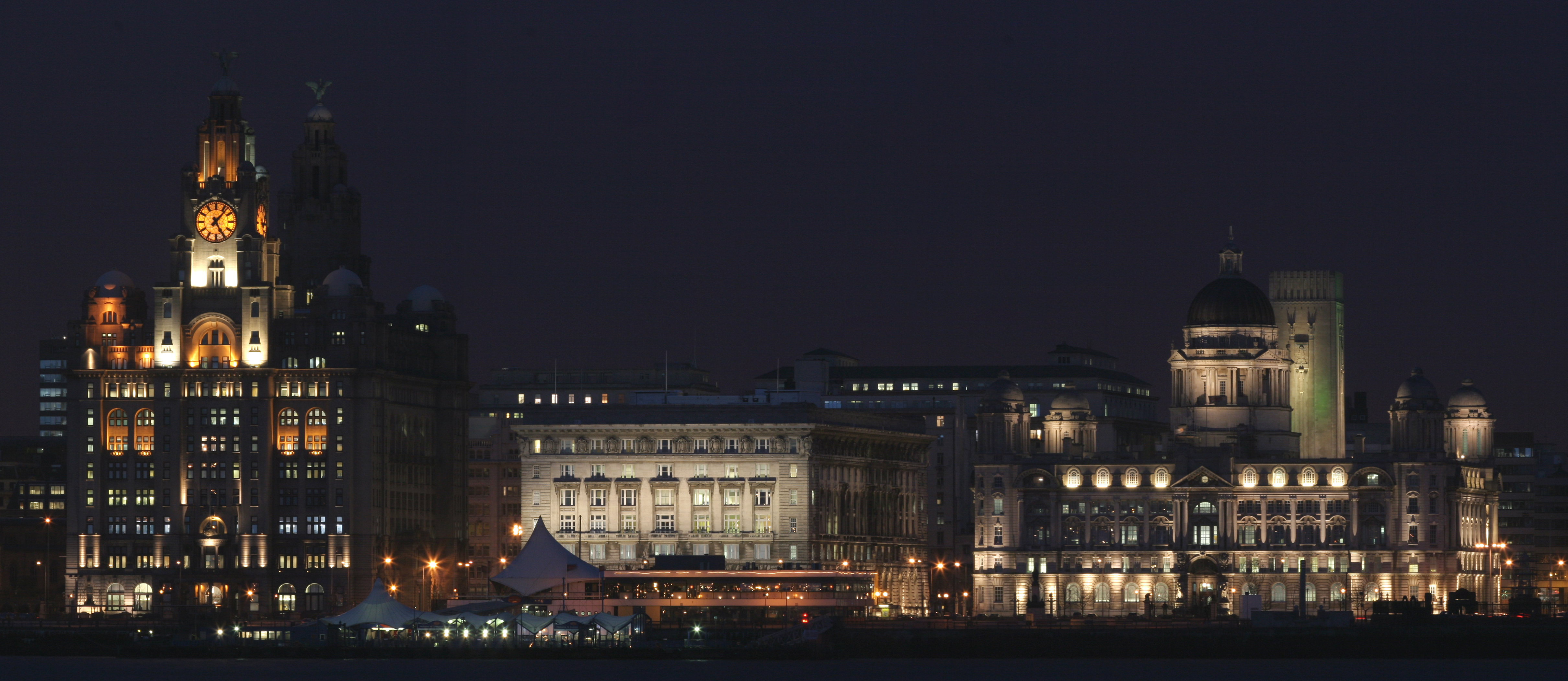
ピアヘッドの「三美神」と呼ばれるビルディング群

2003年1月に推薦書を受け取った ICOMOS は、同年9月にリヴァプールでの現地評価を行った。ICOMOS は提出された推薦書との関連で、リヴァプールを「保存」「真正性」「完全性」「顕著な普遍的価値」の4つの点について以下のように評価した。
保存
保存については、2度の世界大戦や1970年代以降の不況にもかかわらず、18世紀から20世紀にかけての建造物群がよく保存されていることを、ICOMOS は好意的に評価している。一方で彼らは継続的な保存の重要性を強調しており、推薦地域での将来的な開発は厳格に監視されねばならないことも示唆している。
真正性と完全性
第二次世界大戦後の復興や開発計画にもかかわらず、推薦地域では歴史的な完全性のほとんどが維持されてきた点について、ICOMOS は好意的に評価した。推薦された6つの地区の都市構造物は、18世紀から20世紀までに作り上げられたものであり、都市の街路のパターンはリヴァプール史の異なる時期を分かりやすく示すものと評価された。
比較研究
ICOMOS はリヴァプールの海事史の評価に当たって、イギリスや、より広い地域の港湾都市と比べている。その結果、リヴァプールの質と価値は、海運的機能の点からも、建築的・文化的な重要性の点からも、他の多くの港湾都市とは異なっていると評価された。
顕著な普遍的価値
海商都市としてのリヴァプールを評価するにあたり、ICOMOS はリヴァプールの市議会が提示した、イギリスが世界を股にかけていた時代の港湾都市の際立った例証であるという評価を追認した。ICOMOS は特に大西洋での奴隷貿易、ドック技術や鉄道輸送の進歩などに果たした役割を評価した。同時に、文化活動や建築の面への評価も行われている。
評価終了後、ICOMOS は世界遺産センターに対し、世界遺産リストへの登録の勧告を行うと同時に、将来の保存や開発、および緩衝地域に関するいくつかの勧告も行った。そして、2004年の第28回世界遺産委員会では、その勧告通りにリヴァプールの世界遺産リストへの登録が決定した。

### 登録基準
この世界遺産は世界遺産登録基準のうち、以下の条件を満たし、登録された（以下の基準は世界遺産センター公表の登録基準からの翻訳、引用である）。
- (2) ある期間を通じてまたはある文化圏において、建築、技術、記念碑的芸術、都市計画、景観デザインの発展に関し、人類の価値の重要な交流を示すもの。
- (3) 現存するまたは消滅した文化的伝統または文明の、唯一のまたは少なくとも稀な証拠。
- (4) 人類の歴史上重要な時代を例証する建築様式、建築物群、技術の集積または景観の優れた例。

### 危機遺産から登録抹消
2012年7月26日、再開発計画を理由に、危機にさらされている世界遺産（危機遺産）リストに加えられた。
2021年7月21日、第44回世界遺産委員会で登録が抹消された。詳細は抹消された世界遺産#海商都市リヴァプールおよび第44回世界遺産委員会#登録抹消審査を参照。

## ギャラリー

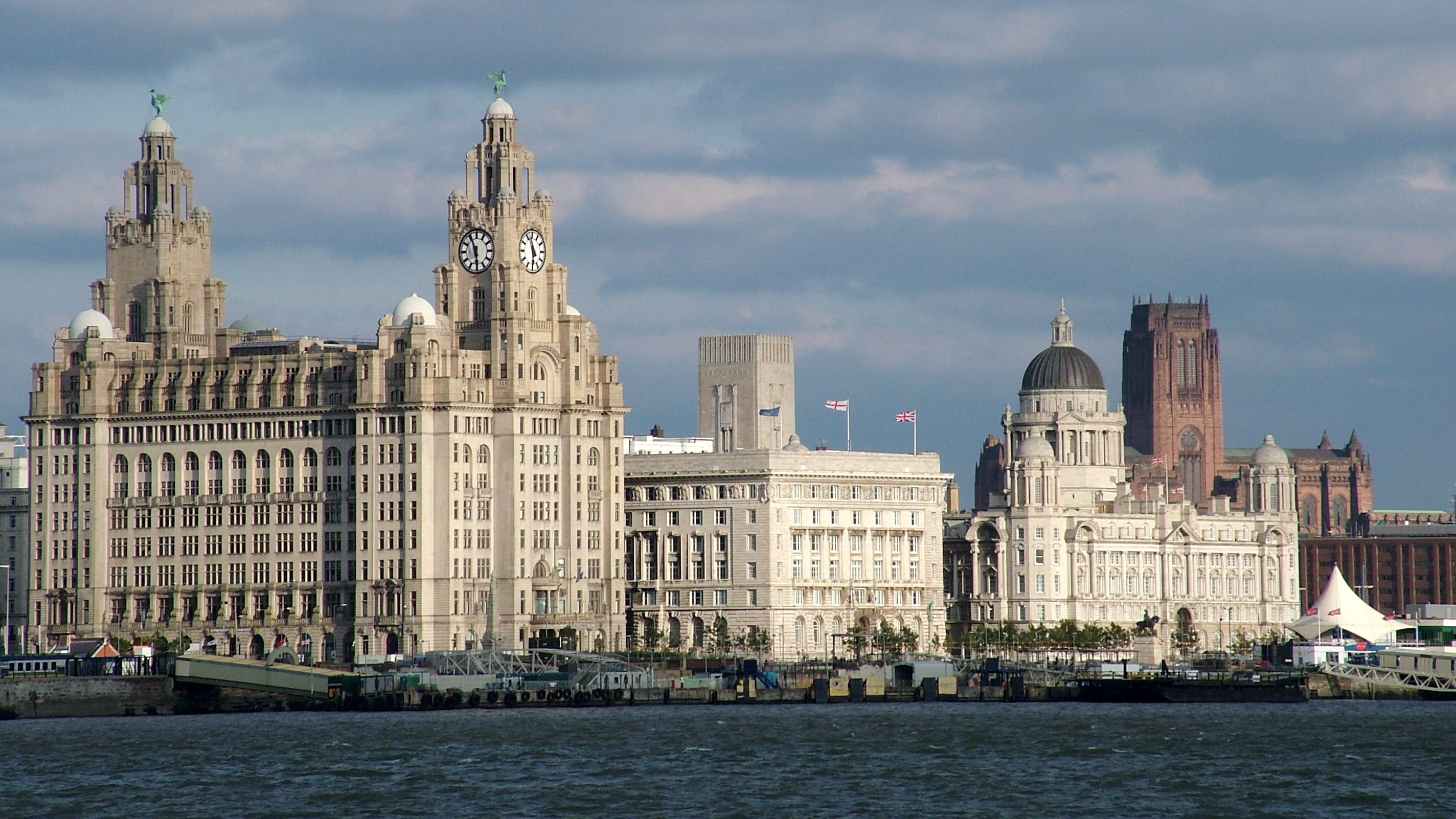
ピアヘッドのスリー・グレイシズ
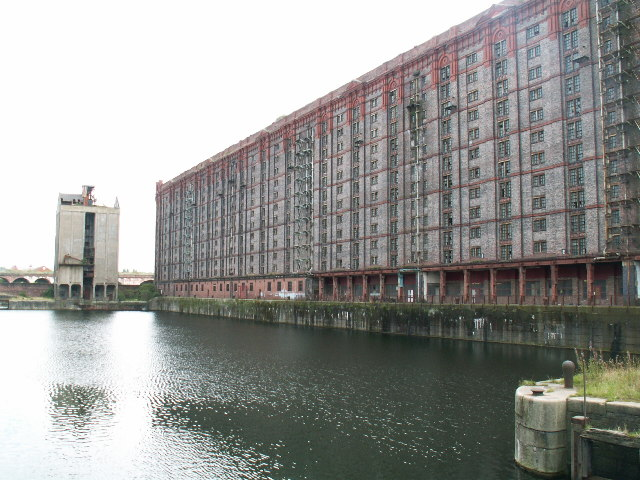
スタンリー・ドックのタバコ倉庫
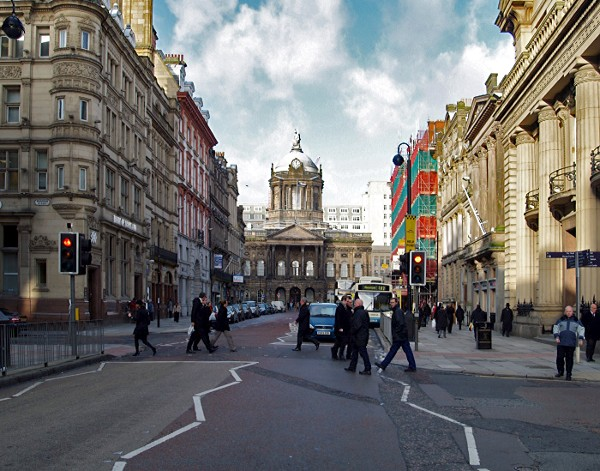
キャッスルストリート
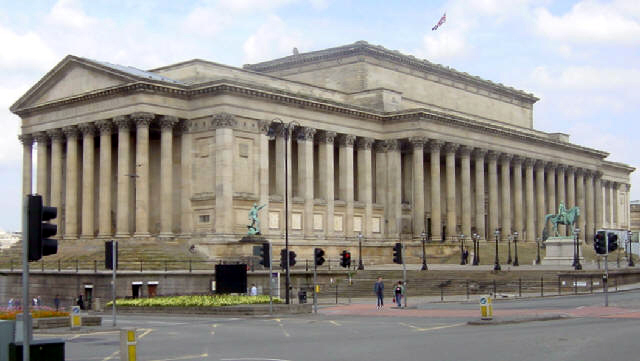
セント・ジョージ・ホール